# Nicolas Antoine d'Arberg de Valengin
Nicolas Antoine, comte d’Arberg, de Valengin et du Saint-Empire, seigneur d'Ollignies (Nivelles, 20 juillet 1736-Bruxelles, 17 septembre 1813), est un militaire autrichien.

## Biographie
Nicolas Antoine d'Arberg de Valengin est le fils de Maximilien Nicolas Edmond Joseph d'Arberg (nl) (1691-1767), maréchal héréditaire du duché et pays de Limbourg, membre de l'État noble de Hainaut (1768), et de sa deuxième épouse, Henriette-Thérèse du Han de Martigny (fille de Louis Philippe du Han de Martigny). Il est le frère de Mgr Charles Alexander d'Arberg.
Il avait épousé, le 8 novembre 1774, Claude (ou Claudine), princesse de Stolberg-Gedern (1756-1836), chanoinesse de Mons, fille de Gustave-Adolphe, prince de Stolberg-Gedern, général-major et gouverneur de Nieuport, et petite-fille du prince Maximilien Emmanuel de Hornes. De leur mariage naquirent quatre enfants : Charles Philippe Alexandre (1776-1814) ; Louise-Caroline (1779-), épouse du général Klein ; Félicité (1790-1860), épouse du maréchal Mouton ; et Joséphine.
Il fut chambellan de l'impératrice Marie-Thérèse (1768), puis de l'empereur Joseph II, lieutenant-général, chef d'une division des armées, colonel propriétaire d'un régiment de dragons, feld-maréchal et grand maître des cuisines de la cour des gouverneurs généraux des Pays-Bas, l'archiduchesse Marie-Christine et le duc Albert de Saxe-Teschen (1785-1789). Il fut nommé grand bailli de Hainaut par lettres patentes du 27 février 1788, en succession du duc d'Arenberg. Il était aussi membre de l'État noble de Hainaut et conseiller d'État d'épée.
Franc-maçon, il fut vénérable de la loge « La vraie et parfaite harmonie » de Mons de 1770 à 1777 et substitut du grand maître de la Grande Loge provinciale.

## Sources
- "Biographie nationale de Belgique"
- Claude Bruneel et Jean-Paul Hoyois, Les grands commis du gouvernement des Pays-Bas autrichiens : Dictionnaire biographique du personnel des institutions centrales, Bruxelles, Archives Générales du Royaume, coll. « Studia », 2001, 735 p.
- Notices d'autorité :   - VIAF
  - ISNI
  - Belgique
  - Pays-Bas